# Humble Quest
Humble Quest è il sesto album in studio della cantautrice statunitense Maren Morris, pubblicato il 25 marzo 2022. Il progetto discografico ha ottenuto tre candidature alla 65ª edizione dei Grammy Awards, tra cui al miglior album country.

## Descrizione
L'album vede la cantante autrice di tutte e undici le tracce, con la collaborazione di Sarah Aarons, Julia Michaels, Ryan Hurd, Natalie Hemby, Hillary Lindsey, Lori McKenna e Liz Rose, mentre la produzione è stata curata da Greg Kurstin. Intervistata da NPR, Morris ha spiegato il significato e il titolo del progetto:
(Maren Morris)
La traccia What Would This World Do, è un tributo a Michael Busbee, produttore che ha lavorato a tutti i precedenti dischi solisti della Morris e che è morto di cancro al cervello nel 2019.

## Promozione
Il primo brano estratto dall'album, Circles Around This Town, è stato pubblicato il 7 gennaio 2022.

## Accoglienza
| Recensione           | Giudizio |
| -------------------- | -------- |
| AllMusic             |          |
| Entertainment Weekly | B-       |
| Pitchfork            | 8/10     |
| Riff Magazine        | 8/10     |
| Rolling Stone        |          |

Il progetto discografico è stato accolto positivamente dalla critica musicale, ottenendo un punteggio di 81 su 100 nella piattaforma Metacritic, sulla base di quattro recensioni. Jonathan Bernstein di Rolling Stone scrive che Humble Quest è «un affascinante e orgogliosamente irrisolto album» definendolo come «una dichiarazione di rottura con il suo passato».
Stephen Thomas Erlewine, recensendo Humble Quest per AllMusic, si sofferma sulle sonorità dell'album, definendolo dalle melodie «morbide» e «raffinate» legate a sonorità adult contemporary. Erlewine trova l'album «maturo nel suo approccio oltre che nella sua tematica» che risulta «aperto e riflessivo, non si sofferma mai troppo a lungo sui suoi momenti di malinconia». Anche Domenic Strazzabosco di Riff Magazine si sofferma sui temi dei brani, scrivendo che ognuna delle canzoni «è una storia a sé stante su come la nostalgia e le cose più semplici possano essere alcune delle cose più ispiratrici che ci circondano».
Sam Sodomsky di Pitchfork definisce il progetto «creativamente avventuroso» trovando che «approccio delicato di Humble Quest sembra antitetico alle tendenze dominanti della musica pop di oggi» poiché «Morris sembra soprattutto contenta di essere se stessa in questo progetto». Mary Siroky di Consequence afferma che si tratti di «un disco più organico rispetto al suo predecessore; [...] dovuto sia alla tempistica priva di pressioni durante la scrittura dei brani, sia alla distanza da Nashville» e che «per ampliare la portata emotiva dell'album» Morris si avvale delle sue caratteristiche migliori, ovvero «l'autenticità, voce massiccia e un pizzico di giocosità nei testi».

## Riconoscimenti
Grammy Awards
- 2023 – Candidatura al miglior album country

Country Music Association Awards
- 2022 – Candidatura all'album dell'anno

## Tracce
1. Circles Around This Town – 3:15
2. The Furthest Thing – 3:53
3. I Can't Love You Anymore – 2:49
4. Humble Quest – 3:24
5. Background Music – 3:34
6. Nervous – 2:55
7. Tall Guys – 2:43
8. Detour – 4:07
9. Hummingbird – 3:19
10. Good Friends – 3:28
11. What Would This World Do? – 4:01

## Successo commerciale
Il progetto discografico è divenuto l'album country il più riprodotto nella piattaforma Amazon Music nella prima settimana di commercializzazione.

## Classifiche
| Classifica (2022)     | Posizione massima |
| --------------------- | ----------------- |
| Canada                | 60                |
| Regno Unito (Country) | 3                 |
| Stati Uniti           | 21                |
| US Top Country        | 2                 |